# 吉佩湖
吉佩湖（Lake Jipe）是非洲的湖泊，位於坦桑尼亞和肯尼亚接壤的邊界，湖水經潘加尼河流出，湖面長30公里、闊4.8至6.4公里，面積約30平方公里，湖邊沼澤可伸延至離湖岸2公里處。